# Trilogie de la Conurb
La trilogie de la Conurb (titre original : Sprawl Trilogy), également connue sous le nom de Trilogie Neuromancien, est la première série de romans de William Gibson. Elle est composée de Neuromancien (1984), Comte Zéro (1986) et Mona Lisa s'éclate (1988).
Les trois romans se déroulent dans le même environnement fictif et sont subtilement liés par des personnages et sujets communs (qui ne sont pas toujours évidents).
Johnny Mnemonic (1981), Gravé sur chrome (1982) et Hôtel New Rose (1984) sont des nouvelles également de William Gibson qui s'installent dans l'univers de la Trilogie de la Conurb. Des événements et des personnages de ces nouvelles apparaissent ou sont mentionnés dans la trilogie.

## Cadre narratif
L'intrigue des romans se situe dans un futur proche post troisième guerre mondiale (limitée) dans lequel le monde est dominé par les méga entreprises et la technologie y est omniprésente. Les différents événements sont espacés de 16 ans et bien qu'il y ait des personnages récurrents chaque roman raconte une histoire autonome. Gibson réfléchi sur les effets pervers de la technologie lorsqu'elle sort des laboratoires de recherche et se retrouve dans la rue où elle ouvre de nouveaux usages. Il explore un monde de liens directs esprit-machine (jacking in ou exocortex), une intelligence artificielle ultra-connectée à un univers d'information global qu'il appelle cyberespace.
Une partie de l'action des romans se déroule dans la Conurb, une zone urbaine qui s'étend le long de la côte est des États-Unis.
Le fil conducteur de la trilogie montre l'évolution d'une intelligence artificielle qui se libère seule, progressivement, de ses limites câblées pour devenir autre chose.

## Accueil
La trilogie est un succès autant commercial que critique. Le journaliste Steven Poole écrit dans The Guardian que « Neuromancien (1984) et les deux romans qui ont suivi, Comte Zéro (1986) et le magnifiquement intitulé Mona Lisa s'éclate (1988) constituent une sainte trinité inépuisable, une sorte de Chrome Coran (le nom d'un des futurs groupes de rock de Gibson) d'idées invitant à des remaniements à l'infini ».
Les trois livres ont été finalistes ou gagnants pour les principaux prix de science-fiction, notamment :
- Neuromancien : lauréat du prix Hugo du meilleur roman 1985[2], du prix Nebula du meilleur roman 1984 ainsi que du prix Philip-K.-Dick 1985, nommé pour le prix British Science Fiction 1985[3] ;
- Comte Zéro : finaliste du prix Hugo du meilleur roman 1987, du prix Locus du meilleur roman de science-fiction 1987[4] ainsi que du prix Nebula du meilleur roman 1986 et du prix British Science Fiction 1987[5] ;
- Mona Lisa s'éclate : finalise du prix Hugo du meilleur roman 1989, du prix Locus du meilleur roman de science-fiction 1989 ainsi que du prix Nebula du meilleur roman 1988[6].